# Daniel Ernst Jablonský
Daniel Ernst Jablonský (20. listopadu 1660 Nassenhuben (nyní Mokry Dwór) poblíž Gdaňska – 25. května 1741 Berlín) byl česko-polsko-německý teolog, biskup Jednoty bratrské. Jeho bratrem byl historik Jan Teodor Jablonský a synem německý lingvista a profesor teologie Pavel Ernest Jablonský (1693–1757).
Byl významným církevním organizátorem a reformátorem (usiloval o sjednocení luteránských a kalvinistických církví), učencem mnoha disciplín, plodným autorem a překladatelem (také hebraistou) s bohatou korespondencí. Na stutgartské univerzitě je zřízeno výzkumné pracoviště Jablonski-Forschungsstelle věnované dějinám střední a východní Evropy jeho doby.
Pocházel z rodiny českobratrských duchovních, kteří opustili Čechy v době třicetileté války. Byl vnukem Jana Amose Komenského, synem Petra Figula Jablonského a Alžběty Komenské. Rodné příjmení Daniela Ernesta Jablonského bylo Figulus, příjmení Jablonský přibral v roce 1685 podle Jablonného nad Orlicí, otcova rodného města. V roce 1688 se v Lešně oženil se Skotkou Barbarou Fergushillovou (1671–1723, dcera Samuela a Christiny), se kterou měl 16 dětí.
V dětství ministroval v českobratrském kostele, v letech 1677–1678 studoval teologii, filozofii a jazyky ve Frankfurtu nad Odrou, od roku 1679 byl učitelem na škole litevského knížete a magnáta Radivila (Litevsky Radvil, polsky Radziwił) v litevských Biržajích a v letech 1680 až 1683 vystudoval v Oxfordu na pastora (kazatele).

## Po studiích
Po skončení studií se stal pastorem reformované evangelické církve v Magdeburgu. V letech 1686–1691 vykonával funkci rektora protestantského gymnázia v Lešně. Roku 1691 se stal dvorním kazatelem v Královci a roku 1693 byl povolán do Berlína. V roce 1699 byl vysvěcen za biskupa Jednoty bratrské. Zároveň též vykonával funkci superintendenta kalvinistické církve ve Velkoknížectví Litevském.

## Akademie věd
Roku 1700 společně s Gottfriedem Wilhelmem Leibnizem přivedli braniborského kurfiřta k založení Kurfiřtské braniborské společnosti nauk, německy Kurfürstlich-Brandenburgische Societät der Wissenschaften, přejmenované již v roce 1701 – po korunovaci branderbusrkého kurfiřta pruským králem – na Pruskou královskou akademii nauk (Königlich-Preußische Akademie der Wissenschaften). Byl jejím sekretářem (1710–1733), v letech 1710 až 1731 viceprezidentem a ředitelem Studií filologie a Orientu a v období 1733 až do své smrti (1741) prezidentem akademie. V roce 1707 natrvalo opustil Lešno a přestěhoval se do Berlína. V roce 1713 se stal členem britské Královské společnosti (věd, anglicky Royal society). V roce 1718 byl povolán do luteránské Konsistoře – vedení luteránské církve v Braniborsku. V roce 1728 se stal církevním radním v pruském reformovaném církevní direktoriátu.
Konec svého života spojil také s rozvojem Jednoty bratrské v Herrnhutu.
Vysvětil na biskupy Davida Nitschmanna (1735) a Nikolause Ludwiga von Zinzendorfa (1737).